# Adityapur
Adityapur è una città dell'India di 174.138 abitanti, situata nel distretto di Seraikela Kharsawan, nello stato federato del Jharkhand. In base al numero di abitanti la città rientra nella classe I (da 100.000 persone in su).

## Geografia fisica
La città è situata a 22° 48' 03 N e 86° 07' 55 E. La città forma con la vicina Jamshedpur, da cui è separata dal fiume Kharkai, un conglomerato urbano e industriale di notevoli dimensioni. In città sono concentrate più di 1200 industrie medio-piccole, uno dei maggiori conglomerati industriali indiani.

## Società

### Evoluzione demografica
Al censimento del 2001 la popolazione di Adityapur assommava a 119.221 persone, delle quali 63.855 maschi e 55.366 femmine. I bambini di età inferiore o uguale ai sei anni assommavano a 16.638, dei quali 8.665 maschi e 7.973 femmine. Infine, coloro che erano in grado di saper almeno leggere e scrivere erano 79.563, dei quali 47.870 maschi e 31.693 femmine.